# Duca di Montblanc

Lo stemma del ducato di Montblanc.

Il titolo di duca di Montblanc (in spagnolo, duque de Montblanc) è un antico titolo creato dal re Giovanni I di Aragona. Attualmente è uno dei titoli tradizionalmente vincolati all'erede al trono di Spagna.

## Storia
Il titolo di duca di Montblanc venne istituito dal re Giovanni I di Aragona e concesso a suo fratello Martino il 16 gennaio 1387. L'intenzione di Giovanni I era quella di titolare suo fratello con un titolo inferiore a quello regale, ma superiore a quello di tutti gli altri nobili. Il titolo era vitalizio, ma non ereditario. Quando il re Giovanni I morì, senza figli, fu incoronato suo fratello Martino, che smise di usare il titolo di duca di Montblanc. In poco tempo, però, l'intera dinastia terminò a causa della mancanza di eredi. Dopo il compromesso di Caspe venne incoronato Ferdinando I di Aragona, il quale diede il titolo di duca di Montblanc a suo figlio Giovanni. Pochi anni dopo la storia si ripeté: il re Alfonso V morì senza figli legittimi e suo fratello Giovanni ereditò la corona del Regno di Aragona, lasciando il titolo ducale a suo figlio Ferdinando.
Nel 1461 morì Carlo di Viana e Ferdinando venne nominato nuovo principe di Girona (il titolo di erede della Corona d'Aragona). Fernando decise successivamente che i titoli di principe di Girona e di duca di Montblanc dovessero essere indivisibili e dovessero contraddistinguere l'erede al trono. Il ducato di Montblanc divenne così un titolo ereditario. Poiché Carlo II di Spagna morì senza figli, nel 1700, non c'era alcun erede, e, di conseguenza, i titoli di principe di Girona e di duca di Montblanc rimasto vacanti, come i titoli degli eredi del Regno di Castiglia (principe delle Asturie) e del Regno di Navarra (principe di Viana).

## Oggi
Il 19 giugno 2014 il titolo di duchessa di Montblanc è stato concesso, nella sua qualità di erede al trono spagnolo a Leonor di Borbone-Spagna.

## Elenco dei duchi di Montblanc

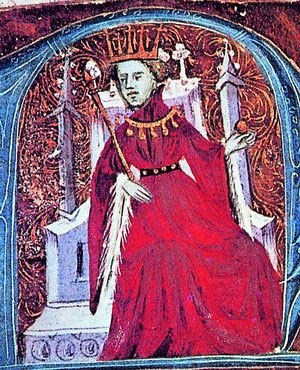
Martino I di Aragona, primo duca di Montblanc.

### Casa de Barcellona (1387-1396)
- Martino I di Aragona, 1387-1396.

### Casa di Trastámara (1412-1516)
- Giovanni II di Aragona, 1412-1458.
- Ferdinando II di Aragona, 1458-1462.

Guerra civile catalana 1462-1472
- Ferdinando II di Aragona, 1472-1479.
- Giovanni di Trastámara, 1479-1497.
- Giovanna di Castiglia, 1497-1516.

### Casa d'Asburgo (1516-1700)
- Carlo I di Spagna, 1516-1527.
- Filippo II di Spagna, 1527-1556.
- Carlo d'Asburgo, 1556-1568.
- Filippo II di Spagna (seconda volta), 1568-1571.
- Ferdinando d'Asburgo (1571-1578), 1571-1578.
- Diego d'Asburgo, 1578-1582.

- Filippo III di Spagna, 1582-1605.
- Filippo IV di Spagna, 1605-1626.
- Baltasar Carlos di Spagna, 1626-1640.

Sollevazione della Catalogna 1640-1652
- Filippo IV di Spagna (seconda volta), 1652-1657.
- Filippo Prospero di Spagna, 1657-1661.
- Carlo II di Spagna, 1661-1700.

Titolo vacante 1700-1996

### Casa di Borbone (dal 1996)
- Felipe di Spagna, 1996-2014.
- Leonor di Borbone-Spagna, dal 2014.